# Epiplema paucifera
Epiplema paucifera är en fjärilsart som beskrevs av Walker 1866. Epiplema paucifera ingår i släktet Epiplema och familjen Uraniidae. Inga underarter finns listade i Catalogue of Life.